# Wûnseradiel
Wûnseradiel anhörenⓘ (niederländisch Wonseradeel) ist eine ehemalige Gemeinde der Provinz Friesland (Niederlande). Sie hatte 11.849 Einwohner (Stand: 31. Dezember 2010). Seit dem 1. Januar 2011 ist Wûnseradiel Teil der neu gebildeten Gemeinde Súdwest Fryslân.

## Zugehörige Ortschaften
Der Verwaltungssitz war Witmarsum, die anderen Orte in der Gemeinde waren: Allingawier, Arkum, Arum, Atzeburen, Baarderburen, Baburen, Breezanddijk, Burgwerd, Cornwerd, De Blokken, Dedgum, Dijksterburen, Doniaburen, Eemswoude, Engwier, Exmorra, Exmorrazijl, Ferwoude, Gaast, Gooium, Grauwe Kat, Harkezijl, Hartwerd, Hayum, Hemert, Hichtum, Hieslum, Idsegahuizum, Idserdaburen, It Fliet, Jonkershuizen, Jousterp, Kampen, Kimswerd, Kooihuizen, Kornwerderzand, Koudehuizum, Lollum, Longerhouw, Makkum, Oosthem, Parrega, Piaam, Pingjum, Rijtseterp, Scharneburen, Schettens, Schraard, Strand, Tjerkwerd, Vierhuizen, Wonneburen, Wons und Zurich.
Die Orte Kornwerderzand und Breezanddijk liegen auf dem Abschlussdeich, auf dem die ehemalige Gemeinde Wûnseradiel an die Gemeinde Wieringen der Provinz Noord-Holland (Ortsteil Den Oever) grenzte. Rund 20 Kilometer des 32 km langen Abschlussdeichs gehörten zu Wûnseradiel, der Rest zu Wieringen.

## Politik
Sitzverteilung im Gemeinderat
| Partei            | Sitze | Sitze | Sitze | Sitze |
| Partei            | 1994  | 1998  | 2002  | 2006  |
| ----------------- | ----- | ----- | ----- | ----- |
| CDA               | 6     | 4     | 5     | 5     |
| PvdA              | 3     | 3     | 3     | 4     |
| GroenLinks/SP/D66 | —     | —     | —     | 2     |
| VVD               | 2     | 3     | 2     | 2     |
| FNP               | 2     | 1     | 1     | 2     |
| D66               | 2     | 2     | 2     | —     |
| GroenLinks        | 0     | 2     | 2     | —     |
| Gesamt            | 15    | 15    | 15    | 15    |